# Liste der Monuments historiques in Mœuvres
Die Liste der Monuments historiques in Mœuvres führt die Monuments historiques in der französischen Gemeinde Mœuvres auf.

## Liste der Objekte
| Bezeichnung                  | Beschreibung                            | Standort              | Kennzeichnung | Schutzstatus | Datum | Bild |
| ---------------------------- | --------------------------------------- | --------------------- | ------------- | ------------ | ----- | ---- |
| Ensemble der Bleiglasfenster | 1920er Jahre, Atelier Cagnart in Amiens | in der Kirche St-Géry | PM59006697    | Inscrit      | 1997  |      |